# Ducula concinna
Ducula concinna е вид птица от семейство Гълъбови (Columbidae). Видът е незастрашен от изчезване.

## Разпространение
Разпространен е в Индонезия.